# Sandwood Bay
Koordinaten: 58° 32′ 36″ N, 5° 4′ 11″ W

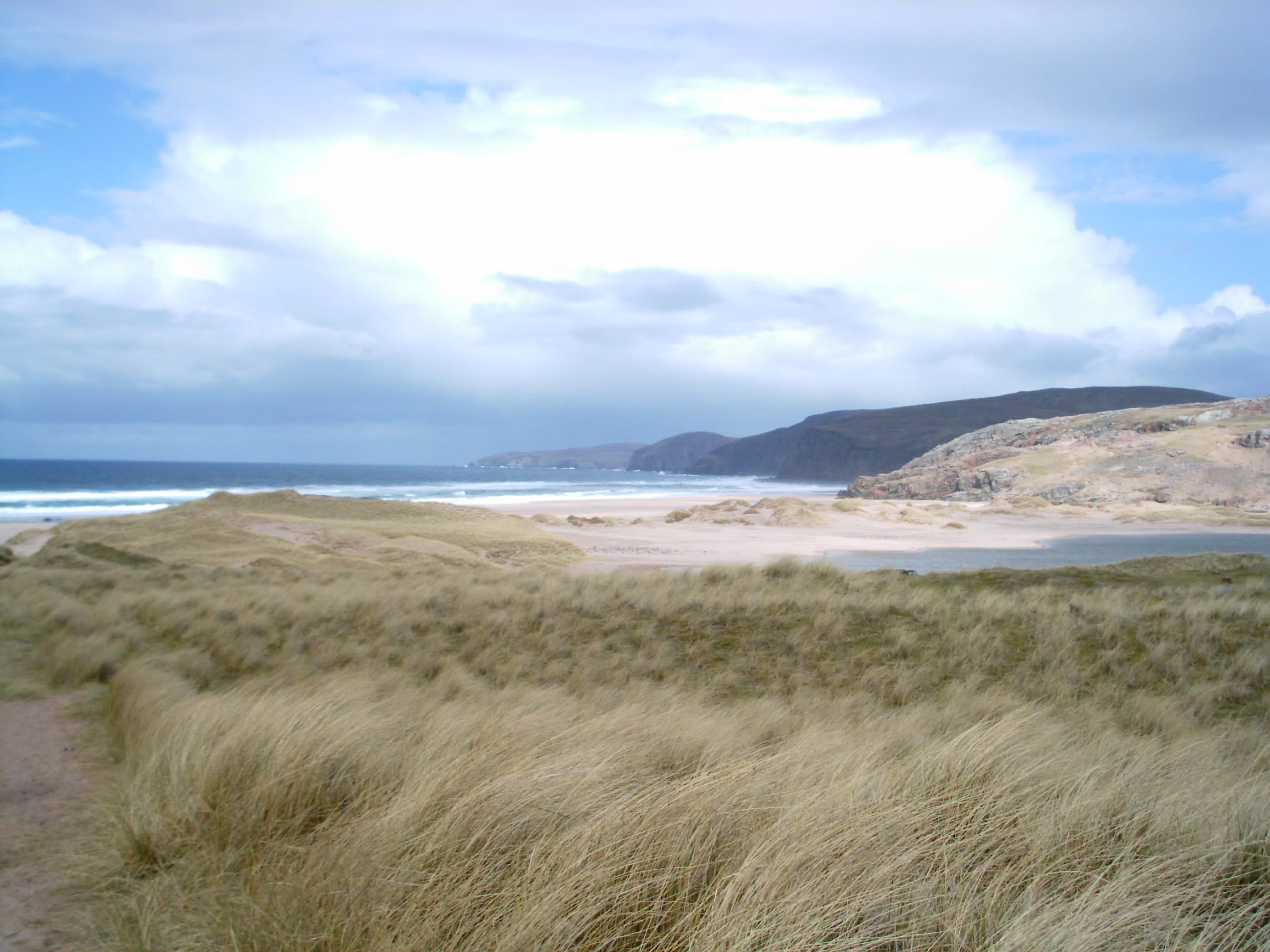
Sandwood Bay – Ansicht von Süden

Die Sandwood Bay ist eine Bucht an der äußersten Nordwestküste von Schottland. Sie ist bekannt für ihren kilometerlangen Strand und Am Buachaille, eine Felsnadel im Meer. Sie liegt etwa sieben Kilometer südlich von Cape Wrath. Hinter großen Dünen der Bucht erstreckt sich Sandwood Loch – ein Süßwassersee voll von Forellen. Sandwood Bay ist Teil des Sandwood Estate, welches dem John Muir Trust angehört.
Obwohl abgelegen und ohne Straßenanbindung, ist die Bucht leicht über einen sechs Kilometer langen, aber gut ausgetretenen und ziemlich flachen Weg von einem Parkplatz im Weiler von Blairmore erreichbar. Wegen der Strömung ist vom Schwimmen abzuraten.
Aufgrund ihrer Isolation haben sich um die Bucht einige Legenden gebildet. Eine Legende erzählt von einer Meerjungfrau, die vor hundert Jahren auf einem der beiden vorspringenden Felsen entdeckt wurde. Der Bauer Alexander Gunn war am Strand auf der Suche nach einem seiner Schafe, als sein Hund eine überraschende Entdeckung machte. Ein Mann, MacDonald Robertson, sprach oft von der Zeit, als er A. Gunn im Jahr 1939 traf. Dies ist, was er berichtet: „Am 5. Januar 1900 […] stieß Gunn’s Collie plötzlich ein Heulen aus und krümmte sich zu seinen Füßen vor Angst. Auf einem Felsvorsprung lag eine Figur auf der Felswand über der Flut. Zuerst dachte er, es wäre ein Seehund, dann sah er das rötlich-gelbe Haar, die grünblauen Augen und den über zwei Meter langen, grün-gelblichen Körper. Bis zu seinem Tod 1944 hat Alexander Gunn seine Geschichte nie verändert und er behauptete, dass er eine Meerjungfrau von hinreißender Schönheit gesehen hatte.“
Eine andere Legende erzählt von dem Geist eines Matrosen, der in stürmischen Nächten oft an den Fenstern in der alten Hütte (jetzt eine stillgelegtes Schutzhütte) klopft – offenbar das Opfer einer Havarie. Bevor 1829 der Cape Wrath Leuchtturm 1828 gebaut wurde, sollen in der Bucht viele Schiffswracks angespült worden sein, die immer noch im Sand liegen.
In den 1920er Jahren war der Autor Seton Gordon beim Spaziergang Augenzeuge vieler versunkene Wracks, die hier im Sand lagen.
In dem Buch Highways & Byways In The West Highlands, das er im Jahre 1935 schrieb, sagt er: „Ich war von der Zahl der Wracks, die am Sandstrand der Bucht liegen, erstaunt. Alle von ihnen sind alte Tragödien. Seit der Inbetriebnahme des Leuchtturms am Cape Wrath vor etwas mehr als vor hundert Jahren ging hier kein Schiff mehr verloren. Einige der Schiffe liegen fast im Sand begraben weit über der Reichweite der höchsten Flut“.
Er diskutierte auch die Möglichkeit, dass dort Wikinger Langboote versteckt sein könnten, da Sandwood Bay von den Wikingern vor tausend Jahren als Zwischenstation verwendet wurde. Tatsächlich leitet sich der Name Sandwood Bay aus der Wikingerbezeichnung Sandvatn („Sandwasser“) ab.
Im Juni 2009 stürzte ein Ultraleichtflugzeug auf dem Strand ab. Der Pilot Keith Brown wurde bei dem Unfall verletzt. Das Flugzeug musste auseinandergebaut und von 14 Männern 6 Kilometer zu Fuß zur nächsten Straße gebracht werden.